# Birlingen

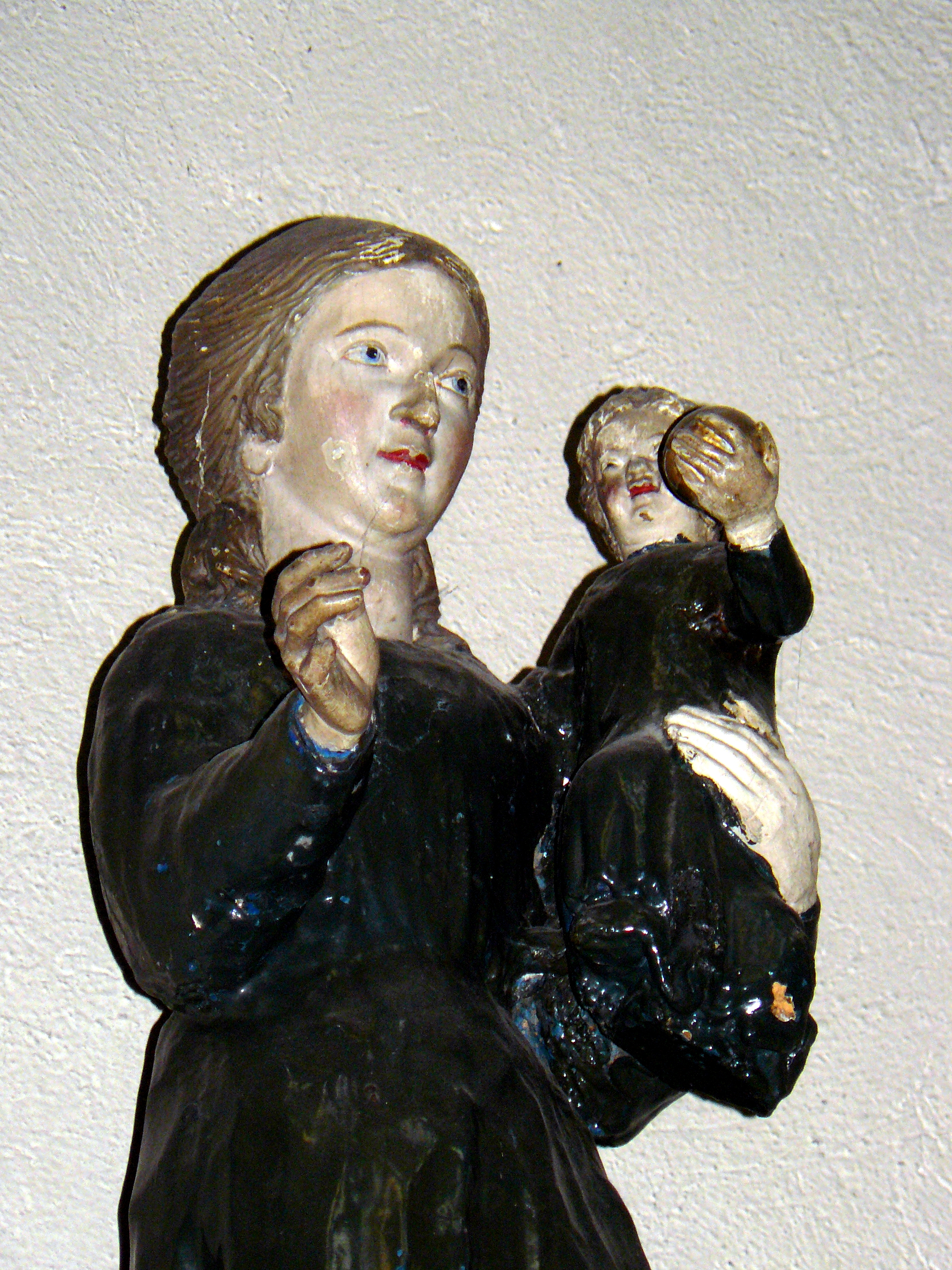
Statue de la Vierge à l'Enfant de Birlingen, conservée dans l'église de Cernay

Birlingen était un village d'Alsace, situé entre Cernay et Steinbach, dans le département actuel du Haut-Rhin.
Au XIIIe siècle est mentionnée une ferme appelée la « cour de Burtlingen », dépendante de l'abbaye de Lucelle. Elle devint par la suite un prieuré, puis une petite agglomération qui semble avoir périclité pendant la Guerre de Trente Ans. Birlingen se situait sur l'un des chemins de Compostelle. La chapelle, consacrée en 1606, devint un lieu de pèlerinage important au XVIe siècle et au XVIIe siècle.
En 1791, la chapelle et les deux dernières maisons de Birlingen furent vendues comme biens nationaux ; la chapelle fut détruite en 1803, puis reconstruite à plusieurs reprises (l'édifice actuel remonte à 1932 ; une pierre scellée dans le mur extérieur rappelle la construction de 1894). Une statue de la Vierge à l'Enfant qu'elle contenait, et qui daterait à l'origine de 1295, fut sauvée plusieurs fois de la destruction. La statue qui se trouve aujourd'hui conservée dans le chœur de l'église Saint-Étienne de Cernay (et qui était conçue pour être costumée) date probablement du XVIIe siècle.

## Source bibliographique
- Hervé de Chalendar, série Villages disparus publiée dans le journal L'Alsace en 2012.